# Robert Shea
Robert Joseph Shea (ur. 14 lutego 1933, zm. 10 marca 1994) – amerykański pisarz, znany głównie jako współautor trylogii Illuminatus!.

## Życiorys
Shea urodził się w Nowym Jorku. Uczęszczał do Manhattan College, gdzie pracował w redakcji tamtejszej gazety i magazynu literackiego. W 1954 roku został powołany do wojska, gdzie przez dwa kolejne lata pracował w wojskowym dziale PR jako redaktor. Następnie ukończył studia magisterskie na Uniwersytecie Rutgersa na wydziale literatury angielskiej.
Po studiach powrócił do Nowego Jorku, gdzie spróbował po raz pierwszy sił jako pisarz literacki, publikując opowiadanie w czasopiśmie „Fantastic Universe”. Dzięki zawiązanym przy tej okazji znajomościom na przestrzeni kilku lat pracował jako edytor w kilku różnych czasopismach, by ostatecznie w 1967 roku przenieść się do redakcji „Playboya”. Tam, pod koniec lat 60. poznał Roberta Antona Wilsona, z którym przyjaźnił się już do końca życia.
Ich współpraca zaowocowała napisaniem trzech powieści: Oko w piramidzie (ang. The Eye in the Pyramid), Złote jabłko (ang. The Golden Apple) oraz Lewiatan (ang. Leviathan), które zostały określane później jako trylogia Illuminatus!, która poruszała takie tematy jak seks, narkotyki, alternatywne religie, anarchizm i teorie spiskowe.
Już po opublikowaniu powieści Illuminatus!, w 1977 roku, Shea w wyniku recesji został zmuszony opuścić redakcję Playboya stając się pełnoetatowym pisarzem.
Kolejne napisane przez niego książki reprezentowały nieco inny gatunek – fikcję historyczną. W 1981 roku wydał w dwóch tomach powieść Shike, której akcja rozgrywa się w średniowiecznej Japonii; w 1986 roku wydał All Things Are Lights, w której łączy los katarów z południowej Francji z tradycjami okultystycznymi miłości dworskiej i trubadurami.
W 1989 roku wydał w dwóch częściach The Saracen – Land of the Infidel and The Holy War skupiająca się na zawiłej polityce średniowiecznych Włoszech widzianych oczyma islamskiego wojownika w czasie krucjat; ostatnią z wydanych przez niego powieści była Shaman w 1991 roku, opisująca los ocalałych z wojny Czarnego Jastrzębia.
Jego kolejna powieść, Lady Yang, której akcja rozgrywała się w średniowiecznych Chinach, choć w pełni ukończona, wymagała jeszcze poprawek edytorskich; autorowi nie udało się jej opublikować przed swoją śmiercią.
Robert Shea mieszkał we wsi Glencoe. Zmarł 10 marca 1994 na raka jelita grubego w wieku 61 lat.

### Życie prywatne
Ojciec Roberta Shea był lekarzem.
Shea miał syna Michaela. Jego długoletnią partnerką była Patricia Monaghan, z którą pracował na początku lat 70. XX wieku w redakcji „Playboya”.

## Twórczość
Opracowano na podstawie źródła.

### Powieści
- Illuminatus! (1975)
  - Oko w piramidzie (ang. The Eye in the Pyramid)
  - Złote jabłko (ang. The Golden Apple)
  - Lewiatan (ang. Leviathan)
- Shike (1981)
  - Time of the Dragons
  - Last of the Zinja
- All Things Are Lights (1986)
- From No Man's Land to Plaza De Lago (1987)
- The Saracen – Land of the Infidel and The Holy War (1989)
- Shaman (1991)
- Lady Yang (nieopublikowana)
- Children of Earthmaker (nieopublikowana)

### Opowiadania
- The Helpful Robots. Fantastic Universe, 1957.
- Resurrection. Fantastic Universe, 1957.
- Mutineer. If Magazine, 1959.
- Star Performer. If Magazine, 1960.